# JFET

Esquema intern del transistor JFET canal P.

El  JFET  (Junction Field-Effect Transistor, en català: transistor d'efecte camp d'unió) és un dispositiu electrònic, és a dir, un circuit que, segons uns valors elèctrics d'entrada, reacciona donant uns valors de sortida. En el cas dels JFET, en ser transistors d'efecte de camp elèctric, aquests valors d'entrada són les tensions elèctriques, en concret la tensió entre els terminals S (font) i G (porta), V  GS . Segons aquest valor, la sortida del transistor presentarà una corba característica que es simplifica definint-hi tres zones amb equacions definides: tall, òhmica i saturació.
Físicament, un JFET dels anomenats "canal P" està format per una pastilla de semiconductor tipus P en els extrems se situen dues patilles de sortida (drenador i font) flanquejada per dues regions amb dopatge de tipus N en què es connecten dos terminals connectats entre si (porta). En aplicar una tensió positiva (en inversa) VGS entre porta i font, les zones N creen al seu voltant sengles zones en les que el pas d'electrons (corrent ID) queda tallat, anomenades zones d'exclusió. Quan aquesta VGS sobrepassa un valor determinat, les zones d'exclusió s'estenen fins a tal punt que el pas d'electrons ID entre font i drenador queda completament tallat. A aquest valor de VGS se l'anomena Vp. Per a un JFET "canal P" les zones pin s'inverteixen, i les VGS i V  p  són positives, tallant el corrent per a tensions majors que Vp.
Així, segons el valor de VGS es defineixen dues primeres zones: una activa per tensions negatives grans que Vp (ja que Vp és també negativa) i una zona de tall per tensions menors que Vp. Els diferents valors de la ID en funció de la VGS venen donats per una gràfica o equació anomenada equació d'entrada.
A la zona activa, en permetre el pas de corrent, el transistor donarà una sortida al circuit que ve definida per la mateixa ID i la tensió entre el drenador i la font VDS. A la gràfica o equació que relaciona estàs dues variables s'anomena equació de sortida, i en ella és on es distingeixen les dues zones de funcionament d'activa: òhmica i saturació.

## Equacions del transistor JFET

Gràfica d'entrada i de sortida d'un transistor JFET canal n. Les corresponents al canal p són el reflex horitzontal d'aquestes.

Mitjançant la gràfica d'entrada del transistor es poden deduir les expressions analítiques que permeten analitzar matemàticament el funcionament d'aquest. Així, hi ha diferents expressions per a les diferents zones de funcionament.
Per|VGS|<|Vp|(zona activa), la corba de valors límit de RD ve donada per l'expressió:
Sent la IDSS la RD de saturació que travessa el transistor per VGS = 0, la qual ve donada per l'expressió:
Els punts inclosos en aquesta corba representen les ID i VGS (punt de treball, Q) en zona de saturació, mentre que els punts de l'àrea inferior a aquesta representen la zona òhmica.
Per|VGS|>|Vp|(zona de tall): {\displaystyle I_{D}={0}}

### Equació de sortida
A la gràfica de sortida es poden observar amb més detall els dos estats en què el JFET permet el pas de corrent. En un primer moment, la R  D  va augmentant progressivament segons el que fa la tensió de sortida V  DS . Aquesta corba ve donada per l'expressió:
{\displaystyle I_{D}={\frac {k}{2}}V_{DS}(V_{GS}-V_{p})} que sol expressar com {\displaystyle I_{D}={\frac {V_{DS}}{r_{on}}}}, essent: {\displaystyle r_{on}={\frac {1}{{\frac {k}{2}}(V_{GS}-V_{p})}}}
Per tant, en aquesta zona ia efectes d'anàlisi, el transistor pot ser substituït per una resistència de valor R  on , de manera que s'observa una relació entre la R  D  i la V  DS  definida per la Llei d'Ohm. Això fa que a aquesta zona de funcionament s'anomena zona òhmica.
A partir d'una determinada V  DS  el corrent I  D  deixa d'augmentar, quedant-se fix en un valor al que s'anomena I  D  de saturació o I  DSAT . El valor de V  DS  a partir del qual s'entra en aquesta nova zona de funcionament ve donat per l'expressió: {\displaystyle V_{DS}=V_{GS}-V_{p}}. Aquesta I  DSAT , característica de cada circuit, es pot calcular mitjançant l'expressió: